# 紀元前84年
紀元前84年（きげんぜん84ねん）は、ローマ暦の年である。

## 他の紀年法
- 干支 : 丁酉
- 日本
  - 崇神天皇14年
  - 皇紀577年
- 中国
  - 前漢 : 始元3年
- 朝鮮
  - 檀紀2250年
- 仏滅紀元 : 461年
- ユダヤ暦 : 3677年 - 3678年

## できごと

### ローマ
- 第一次ミトリダテス戦争が終結した。

## 誕生
- ガイウス・ウァレリウス・カトゥルス：古代ローマの詩人（紀元前54年没）
- スレナス：パルティアの将軍（紀元前52年没）

## 死去
- ルキウス・コルネリウス・キンナ：執政官